# Trimontium (Scozia)
Trimontium è il nome di un forte romano a Newstead, nei pressi di Melrose, negli Scottish Borders (Scozia), vicino alle tre colline di Eildon Hills (da cui il nome trium montium). Fu un avamposto romano nella provincia romana di Valentia. 
Il forte fu identificato da Claudio Tolomeo nella sua Geografia. Trimontium fu occupata a intermittenza dai romani dall'80 al 211 d.C. L'insediamento fu probabilmente abbandonato una prima volta dal 100/105 circa al 140 circa. Al culmine dell'occupazione romana nel forte vi erano acquartierati più di 1500 soldati, oltre a una piccola popolazione civile che viveva nel villaggio. 
Il forte presenta tre serie di difese: una risalente al I secolo, un'altra alla fine del II secolo e un'altra ancora, che si trova sul lato occidentale. Oltre al forte, alle difese, a un bagno romano e a una mansio risalenti al I secolo dopo Cristo, i romani costruirono anche un anfiteatro, scavato nel 1996, che è più piccolo di molti altri anfiteatri romano-britannici. La strada principale va dal forte verso ovest, mentre un'altra strada che va da nord a sud correva lungo i bordi del forte.
I primi scavi nel sito. effettuati da James Curle, si svolsero tra il febbraio del 1905 e il settembre del 1910. Emersero le fondamenta di numerose fortificazioni, una collezione senza pari di armature romane di vario genere, come elmi ornamentali da parata per cavalieri, accessori per cavalli, una serie di monete romane e alcune ceramiche. Tutto ciò illustra in modo molto notevole la storia dell'esercito e dell'occupazione militare romana nella Scozia meridionale. L'unità di cavalleria di stanza a Trimontium (ala Augustae Vocontiorum) era stata reclutata tra i Voconzi della Gallia meridionale. 
Ulteriori scavi furono effettuati nel 1947, poi tra il 1989 e il 1993 e infine nel 1996.